# 毛和源
毛和源（1891年/1892年—？），浙江鄞縣人。中國商人。

## 生平
毛和源曾任科發藥房、老晉隆洋行、百司洋行、茂大洋行、美狄根洋行、先靈洋行華經理、華義銀行華副經理、大華製革廠、梅園煙廠董事兼總經理、興業化學工廠經理、履灜西藥行、友寧實業公司店主兼經理、梅園酒家股東兼經理、義商義興公司華總經理、豐盛實業公司、南洋印刷公司董事、寶山造紙廠無限責任股東、寧波旅滬同鄉會常務委員、上海公共租界納稅華人會執行委員。1939-1942年期間擔任國民政府的振濟委員會委員。淞滬會戰後，毛和源前往香港避難。